# ペラFC II
ペラFC II (英: Perak Football Club II, マレー語: Kelab Bola Sepak Perak 2) は、マレーシア・ペラ州イポーを本拠とするサッカークラブで、ペラFCのリザーブチームである。マレーシア・プレミアリーグに所属する。以前はPKNP FCというクラブであった。

## 歴史
2015年にペラ州開発公社（Perbadanan Kemajuan Negeri Perak、略称PKNS）のスポーツ・アンド・レクレーション・クラブとしてPKNP FCが設立された。クラブは2016年からマレーシアFAMリーグに参戦し、2017年にプレミアリーグ、2018年にスーパーリーグにそれぞれ1年で昇格と躍進していくが、2019年11月にペラFAと合併してリザーブチーム化することがマレーシア・フットボールリーグ (MFL) によって承認され、2020年からプレミアリーグで再出発している。

## 歴代監督
- シャムスル・サード 2021-